# Canada ai Giochi della XXIX Olimpiade
Il Canada ha partecipato alle Giochi della XXIX Olimpiade di Pechino, svoltisi dall'8 al 24 agosto 2008, con una delegazione di 332 atleti.

## Medaglie
| Medaglia | Atleta | Sport            | Evento                             |
| -------- | --- | ---------------- | ---------------------------------- |
| Oro      | Carol Huynh | Lotta            | Lotta libera 48 kg femminile       |
| Oro      | Andrew ByrnesKyle Hamilton Malcolm Howard Adam Kreek Kevin Light Brian Price (timoniere) Ben Rutledge Dominic Sieterle Jake Wetzel | Canottaggio      | Otto maschile                      |
| Oro      | Eric Lamaze | Equitazione      | Salto ostacoli individuale         |
| Argento  | David Calder Scott Frandsen | Canottaggio      | 2 senza maschile                   |
| Argento  | Karen Cockburn | Ginnastica       | Trampolino femminile               |
| Argento  | Mac Cone Jill Henselwood Eric Lamaze Ian Millar                                                                                    | Equitazione      | Salto ostacoli a squadre           |
| Argento  | Simon Whitfield | Triathlon        | Gara maschile                      |
| Argento  | Jason Burnett | Ginnastica       | Trampolino maschile                |
| Argento  | Alexandre Despatie | Tuffi            | Trampolino 3 metri maschile        |
| Argento  | Émilie Heymans | Tuffi            | Piattaforma 10 metri femminile     |
| Argento  | Karine Sergerie | Taekwondo        | 67 kg femminile                    |
| Argento  | Adam van Koeverden | Canoa/kayak      | K1 500 metri maschile              |
| Bronzo   | Tonya Verbeek | Lotta            | Lotta libera 55 kg femminile       |
| Bronzo   | Ryan Cochrane | Nuoto            | 1500 metri stile libero maschili   |
| Bronzo   | Tracy Cameron Melanie Kok | Canottaggio      | 2 di coppia pesi leggeri femminile |
| Bronzo   | Iain Brambell Liam Parsons Jon Beare Mike Lewis                                                                                    | Canottaggio      | 4 senza pesi leggeri maschile      |
| Bronzo   | Priscilla Lopes-Schliep | Atletica leggera | 100 metri ostacoli femminili       |
| Bronzo   | Thomas Hall | Canoa/kayak      | C1 1000 metri maschile             |

### Medaglie per disciplina
| Sport            | Oro | Argento | Bronzo | Totale |
| ---------------- | --- | ------- | ------ | ------ |
| Canottaggio      | 1   | 1       | 2      | 4      |
| Equitazione      | 1   | 1       | 0      | 2      |
| Lotta            | 1   | 0       | 1      | 2      |
| Ginnastica       | 0   | 2       | 0      | 2      |
| Tuffi            | 0   | 2       | 0      | 2      |
| Canoa/kayak      | 0   | 1       | 1      | 2      |
| Taekwondo        | 0   | 1       | 0      | 1      |
| Triathlon        | 0   | 1       | 0      | 1      |
| Nuoto            | 0   | 0       | 1      | 1      |
| Atletica leggera | 0   | 0       | 1      | 1      |

### Plurimedagliati
| Nome        | Sport       | Oro | Argento | Bronzo | Totale |
| ----------- | ----------- | --- | ------- | ------ | ------ |
| Eric Lamaze | Equitazione | 1   | 1       | 0      | 2      |

## Atletica leggera
| Gara              | Atleta                                                  | Batterie     | Batterie     | Quarti  | Quarti | Semifinali | Semifinali | Finale  | Finale |  |  |
| Gara              | Atleta                                                  | Tempo        | Pos.         | Tempo   | Pos.   | Tempo      | Pos.       | Tempo   | Pos.   |  |  |
| ----------------- | ------------------------------------------------------- | ------------ | ------------ | ------- | ------ | ---------- | ---------- | ------- | ------ |  |  |
| 100 m             | Pierre Browne                                           | 10"22        | 2            | 10"36   | 6      |            |            |         |        |  |  |
| 100 m             | Anson Henry                                             | 10"37        | 4            | 10"33   | 7      |            |            |         |        |  |  |
| 200 m             | Bryan Barnett                                           | non concluso | non concluso |         |        |            |            |         |        |  |  |
| 200 m             | Jared Connaughton                                       | 20"60        | 3            | 20"45   | 5      | 20"58      | 7          |         |        |  |  |
| 400 m             | Tyler Christopher                                       |              |              | 45"67   | 5      |            |            |         |        |  |  |
| 800 m             | Gary Reed                                               |              |              | 1'46"02 | 3      | 1'45"85    | 2          | 1'44"94 | 4      |  |  |
| 800 m             | Achraf Tadili                                           |              |              | 1'48"87 | 6      |            |            |         |        |  |  |
| 1500 m            | Nathan Brannen                                          |              |              | 3'41"45 | 2      | 3'39"10    | 9          |         |        |  |  |
| 1500 m            | Taylor Milne                                            |              |              | 3'41"56 | 9      |            |            |         |        |  |  |
| 1500 m            | Kevin Sullivan                                          |              |              | 3'36"05 | 5      | 3'40"30    | 9          |         |        |  |  |
| 5000 m            | Kevin Sullivan                                          |              |              |         |        | 14'09"16   | 11         |         |        |  |  |
| Staffetta 4x100 m | Jared Connaughton Anson Henry Pierre Browne Hank Palmer |              |              |         |        | 38"77      | 2          | 38"66   | 6      |  |  |

| Gara         | Atleta      | Tempo     | Posizione |
| ------------ | ----------- | --------- | --------- |
| 10000 metri  | Eric Gillis | 29'08"10  | 33        |
| Marcia 50 km | Tim Berrett | 4h 08'18" | 38        |

| Gara                   | Atleta          | Qualificazioni | Qualificazioni | Finale  | Finale |
| Gara                   | Atleta          | Misura         | Pos.           | Misura  | Pos.   |
| ---------------------- | --------------- | -------------- | -------------- | ------- | ------ |
| Salto in alto          | Michael Mason   | 2,25 m         | 19             |         |        |
| Getto del peso         | Dylan Armstrong | 20,43 m        | 5              | 21,04 m | 4      |
| Lancio del martello    | James Steacy    | 76,32 m        | 11             | 75,72 m | 10     |
| Lancio del giavellotto | Scott Russell   | 80,42 m        | 6              | 80,90 m | 10     |

| Prova                  | Massimo Bertocchi | Massimo Bertocchi | Massimo Bertocchi |
| Prova                  | Risultato         | Punti             | Pos.              |
| ---------------------- | ----------------- | ----------------- | ----------------- |
| 100 metri              | 11"00             | 861               | 14                |
| Salto in lungo         | 7,05 m            | 826               | 22                |
| Getto del peso         | 14,10 m           | 734               | 21                |
| Salto in alto          | 1,90 m            | 714               | 28                |
| 400 metri              | 48"72             | 875               | 9                 |
| 110 metri ostacoli     | 14"32             | 934               | 11                |
| Lancio del disco       | 44,91 m           | 765               | 16                |
| Salto con l'asta       | 4,70 m            | 819               | 12                |
| Lancio del giavellotto | 45,32 m           | 520               | 25                |
| 1500 metri             | 4'42"26           | 666               | 14                |
| Totale                 |                   | 7714              | 19                |

| 200 m          | Adrienne Power          | 23"40 | 5 | 23"51 | 6 |          |   |          |    |  |  |
| 400 m          | Carline Muir            |       |   | 51"55 | 3 | 52"37    | 7 |          |    |  |  |
| 5000 m         | Megan Metcalfe          |       |   |       |   | 15'11"23 | 8 | 17'06"82 | 15 |  |  |
| 100 m ostacoli | Priscilla Lopes-Schliep |       |   | 12"75 | 2 | 12"68    | 3 | 12"64    |    |  |  |
| 100 m ostacoli | Angela Whyte            |       |   | 13"11 | 5 |          |   |          |    |  |  |

| Gara                | Atleta           | Qualificazioni | Qualificazioni | Finale | Finale |
| Gara                | Atleta           | Misura         | Pos.           | Misura | Pos.   |
| ------------------- | ---------------- | -------------- | -------------- | ------ | ------ |
| Salto in alto       | Nicole Forrester | 1,89 m         | 19             |        |        |
| Salto con l'asta    | Kelsie Hendry    | 4,30 m         | 18             |        |        |
| Salto in lungo      | Tabia Charles    | 6,61 m         | 9              | 6,47 m | 10     |
| Salto in lungo      | Ruky Abdulai     | 6,41 m         | 26             |        |        |
| Lancio del martello | Sultana Frizell  | 65,44 m        | 33             |        |        |

| Prova                  | Jessica Zelinka | Jessica Zelinka | Jessica Zelinka |
| Prova                  | Risultato       | Punti           | Pos.            |
| ---------------------- | --------------- | --------------- | --------------- |
| 100 metri ostacoli     | 12"97           | 1129            | 2               |
| Salto in alto          | 1,77 m          | 941             | 13              |
| Getto del peso         | 13,79 m         | 780             | 15              |
| 200 metri              | 23"64           | 1016            | 4               |
| Salto in lungo         | 6,12 m          | 887             | 15              |
| Lancio del giavellotto | 43,91 m         | 742             | 14              |
| 800 metri              | 2'09"34         | 995             | 4               |
| Totale                 |                 | 6490            | 5               |

## Badminton
| Gara              | Atleta                   | Turno 1                                     | Sedicesimi                                 | Ottavi                                                           | Quarti | Semifinali | Finale |
| ----------------- | ------------------------ | ------------------------------------------- | ------------------------------------------ | ---------------------------------------------------------------- | ------ | ---------- | ------ |
| Singolo maschile  | Andrew Dabeka            | Park Sung-hwan (Corea del Sud) 11-21, 11-21 |                                            |                                                                  |        |            |        |
| Singolo femminile | Anna Rice                | Eva Lee (Stati Uniti) 21-15, 19-21, 21-19   | Jeannine Cicognini (Svizzera) 21-10, 21-13 | Lu Lan (Cina) 7-21, 12-21                                        |        |            |        |
| Doppio misto      | Mike Beres Valerie Loker |                                             |                                            | Sudket Prapakamol Saralee Thoungthongkam (Thailandia) 9-21, 9-21 |        |            |        |

## Baseball
La nazionale canadese si è qualificata per i Giochi all'ultimo torneo preolimpico.

### Squadra
- James Avery (lanciatore)
- Chris Begg (lanciatore)
- Tim Burton (lanciatore)
- Stubby Clapp (seconda base)
- Rheal Cormier (lanciatore)
- David Corrente (ricevitore)
- David Davidson (lanciatore)
- Emerson Frostad (prima base/ricevitore)
- Emmanuel García (interbase)
- Steve Green (lanciatore)
- Mike Johnson (lanciatore)
- Brett Lawrie (ricevitore/interno/esterno)
- Johnathan Lockwood (lanciatore)
- Brooks McNiven (lanciatore)
- Ryan Radmanovich (esterno)
- Chris Reitsma (lanciatore)
- Chris Robinson (ricevitore)
- Matt Rogelstad (interno)
- Michael Saunders (esterno)
- Adam Stern (esterno)
- Scott Thorman (prima base)
- Jimmy Van Ostrand – (prima base/esterno)
- Nick Weglarz (esterno)

### Prima fase
| Data      | Ora locale | Partita     | Partita         | Partita       |
| --------- | ---------- | ----------- | --------------- | ------------- |
| 13 agosto | 11.30      | Cina        | 0-10 (8 inning) | Canada        |
| 14 agosto | 18.00      | Cuba        | 7-6             | Canada        |
| 15 agosto | 18.00      | Canada      | 0-1             | Corea del Sud |
| 16 agosto | 10.30      | Stati Uniti | 5-4             | Canada        |
| 18 agosto | 10.30      | Canada      | 0-1             | Giappone      |
| 19 agosto | 10.30      | Paesi Bassi | 0-4             | Canada        |
| 20 agosto | 18.00      | Canada      | 5-6             | Taipei cinese |

|  | Qualificate alle semifinali |
|  | Eliminate                   |

| Squadra       | Gioc | Vinte | Perse | Pt.fat | Pt.sub | Perc  |
| ------------- | ---- | ----- | ----- | ------ | ------ | ----- |
| Corea del Sud | 7    | 7     | 0     | 41     | 22     | 1.000 |
| Cuba          | 7    | 6     | 1     | 52     | 23     | .857  |
| Stati Uniti   | 7    | 5     | 2     | 40     | 22     | .714  |
| Giappone      | 7    | 4     | 3     | 36     | 14     | .571  |
| Taipei cinese | 7    | 2     | 5     | 29     | 33     | .286  |
| Canada        | 7    | 2     | 5     | 29     | 20     | .286  |
| Paesi Bassi   | 7    | 1     | 6     | 9      | 50     | .143  |
| Cina          | 7    | 1     | 6     | 14     | 60     | .143  |

## Calcio

### Torneo femminile

#### Squadra
Allenatore:  Even Pellerud
| N. | Pos. | Giocatore          | Data nascita (età)     | Pres. | Reti | Squadra                  |
| -- | ---- | ------------------ | ---------------------- | ----- | ---- | ------------------------ |
| 1  | P    | Karina LeBlanc     | 30 marzo 1980 (28)     |       |      | New Jersey Wildcats      |
| 2  | A    | Jodi-Ann Robinson  | 17 aprile 1989 (19)    |       |      | Vancouver Whitecaps      |
| 3  | D    | Emily Zurrer       | 12 luglio 1987 (21)    |       |      | Vancouver Whitecaps      |
| 4  | C    | Clare Rustad       | 27 aprile 1983 (25)    |       |      | University of Washington |
| 5  | D    | Robyn Gayle        | 31 ottobre 1985 (22)   |       |      | Ottawa Fury              |
| 6  | C    | Sophie Schmidt     | 28 giugno 1988 (20)    |       |      | Vancouver Whitecaps      |
| 7  | C    | Rhian Wilkinson    | 12 maggio 1982 (26)    |       |      | Ottawa Fury              |
| 8  | C    | Diana Matheson     | 6 aprile 1984 (24)     |       |      | Ottawa Fury              |
| 9  | D    | Candace Chapman    | 2 aprile 1983 (25)     |       |      | Vancouver Whitecaps      |
| 10 | D    | Martina Franko     | 13 gennaio 1976 (32)   |       |      | Vancouver Whitecaps      |
| 11 | D    | Randee Hermus      | 14 novembre 1979 (28)  |       |      | Vancouver Whitecaps      |
| 12 | A    | Christine Sinclair | 12 giugno 1983 (25)    |       |      | Vancouver Whitecaps      |
| 13 | C    | Amy Walsh          | 13 settembre 1983 (24) |       |      | Laval Comets             |
| 14 | A    | Melissa Tancredi   | 27 dicembre 1981 (26)  |       |      | Atlanta Silverbacks      |
| 15 | A    | Kara Lang          | 22 ottobre 1986 (21)   |       |      | UCLA                     |
| 16 | A    | Jonelle Filigno    | 24 settembre 1990 (19) |       |      | Rutgers                  |
| 17 | C    | Brittany Timko     | 5 settembre 1985 (22)  |       |      | Vancouver Whitecaps      |
| 18 | P    | Erin McLeod        | 26 febbraio 1983 (25)  |       |      | Vancouver Whitecaps      |

#### Prima fase
| Arbitro: | Beck |

|              |           |                      |
| Manicler 85’ | Marcatori | 27’ Chapman 72’ Lang |

| Arbitro: | Damková |

|              |           |        |
| Sinclair 34’ | Marcatori | 36’ Xu |

| Arbitro: | Kamnueng |

|                  |           |              |
| Schelin 19’, 51’ | Marcatori | Tancredi 63’ |

| Squadra   | P.ti | G | V | N | P | GF | GS | DR |
| --------- | ---- | - | - | - | - | -- | -- | -- |
| Cina      | 7    | 3 | 2 | 1 | 0 | 5  | 2  | +3 |
| Svezia    | 6    | 3 | 2 | 1 | 1 | 3  | 3  | 0  |
| Canada    | 4    | 3 | 1 | 1 | 1 | 4  | 4  | 0  |
| Argentina | 0    | 3 | 0 | 0 | 3 | 1  | 5  | -4 |

#### Seconda fase
Quarti di finale
| Arbitro: | Palmqvist |

|                     |           |              |
| Hucles 12’ Kai 101’ | Marcatori | 30’ Sinclair |

## Canoa/kayak
| Gara      | Atleta                                                     | Batterie | Batterie | Semifinali | Semifinali | Finale   | Finale |
| Gara      | Atleta                                                     | Tempo    | Pos.     | Tempo      | Pos.       | Tempo    | Pos.   |
| --------- | ---------------------------------------------------------- | -------- | -------- | ---------- | ---------- | -------- | ------ |
| C1 500 m  | Mark Oldershaw                                             | 1'48"817 | 2        | 1'52"649   | 4          |          |        |
| C1 1000 m | Thomas Hall                                                | 4'05"198 | 4        | 3'58"820   | 1          | 3'53"653 |        |
| C2 500 m  | Gabriel Beauchesne-Sevigny Andrew Russell                  | 1'43"189 | 5        | 1'42"921   | 3          | 1'42"450 | 5      |
| C1 1000 m | Gabriel Beauchesne-Sevigny Andrew Russell                  | 3'42"491 | 3        |            |            | 3'41"165 | 6      |
| K1 500 m  | Adam van Koeverden                                         | 1'35"557 | 1        | 1'42"438   | 1          | 1'37"730 |        |
| K1 1000 m | Adam van Koeverden                                         | 3'29"922 | 1        |            |            | 3'31"793 | 8      |
| K2 500 m  | Andrew Willows Richard Dober Jr.                           | 1'30"324 | 4        | 1'32"232   | 1          | 1'30"857 | 6      |
| K2 1000 m | Steve Jorens Ryan Cuthbert                                 | 3'29"037 | 7        | 3'26"635   | 5          |          |        |
| K4 1000 m | Rhys Hill Angus Mortimer Christopher Pellini Brady Reardon | 3'06"811 | 5        | 3'02"572   | 3          | 3'01"630 | 9      |

| Gara     | Atleta                                                                      | Batterie | Batterie | Semifinali | Semifinali | Finale | Finale |
| Gara     | Atleta                                                                      | Tempo    | Pos.     | Tempo      | Pos.       | Tempo  | Pos.   |
| -------- | --------------------------------------------------------------------------- | -------- | -------- | ---------- | ---------- | ------ | ------ |
| K1 500 m | Karen Furneaux                                                              | 1'54"065 | 7        | 1'55"145   | 7          |        |        |
| K2 500 m | Kristin Gauthier Mylanie Barre                                              | 1'46"129 | 4        | 1'47"510   | 9          |        |        |
| K4 500 m | Karen Furneaux Kristin Gauthier Émilie Fournel Genevieve Beauchesne-Sevigny | 1'39"366 | 5        | 1'38"224   | 4          |        |        |

| Gara         | Atleta           | Preliminari | Preliminari | Preliminari | Preliminari | Semifinali | Semifinali | Finale | Finale | Finale | Finale |
| Gara         | Atleta           | Manche 1    | Manche 2    | Totale      | Pos.        | Tempo      | Pos.       | Tempo  | Pos.   | Totale | Pos.   |
| ------------ | ---------------- | ----------- | ----------- | ----------- | ----------- | ---------- | ---------- | ------ | ------ | ------ | ------ |
| C1 maschile  | James Cartwright | 93"83       | 90"80       | 184"63      | 13          |            |            |        |        |        |        |
| K1 maschile  | David Ford       | 85"35       | 89"49       | 174"84      | 13          | 88"46      | 6          | 89"89  | 5      | 178"35 | 6      |
| K1 femminile | Sarah Boudens    | 158"99      | 109"68      | 268"67      | 19          |            |            |        |        |        |        |

## Canottaggio
| Gara                     | Atleta | Batterie | Batterie | Quarti/ Ripescaggi | Quarti/ Ripescaggi | Semifinali | Semifinali | Finale  | Finale       |
| Gara                     | Atleta | Tempo    | Pos.     | Tempo              | Pos.               | Tempo      | Pos.       | Tempo   | Pos.         |
| ------------------------ | --- | -------- | -------- | ------------------ | ------------------ | ---------- | ---------- | ------- | ------------ |
| 2 senza                  | Scott Frandsen David Calder | 6'54"88  | 3        |                    |                    | 6'34"02    | 1          | 6'39"55 |              |
| 2 di coppia pesi leggeri | Douglas Vandor Cameron Sylvester | 6'17"58  | 2        |                    |                    | 6'49"28    | 6          | 6'40"80 | 6 (finale B) |
| 4 senza pesi leggeri     | Iain Brambell Liam Parsons Jon Beare Mike Lewis                                                                                     | 5'52"13  | 2        |                    |                    | 6'07"86    | 2          | 5'50"09 |              |
| Otto                     | Andrew Byrnes Kyle Hamilton Malcolm Howard Adam Kreek Kevin Light Brian Price (timoniere) Ben Rutledge Dominic Sieterle Jake Wetzel | 5'27"69  | 1        |                    |                    |            |            | 5'23"89 |              |

| Gara                     | Atleta | Batterie | Batterie | Quarti/ Ripescaggi | Quarti/ Ripescaggi | Semifinali | Semifinali | Finale  | Finale       |
| Gara                     | Atleta | Tempo    | Pos.     | Tempo              | Pos.               | Tempo      | Pos.       | Tempo   | Pos.         |
| ------------------------ | --- | -------- | -------- | ------------------ | ------------------ | ---------- | ---------- | ------- | ------------ |
| 2 senza                  | Sabrina Kolker Zoe Hoskins | -        | -        | 7'40"22            | 4                  |            |            | 7'37"37 | 3 (finale B) |
| 2 di coppia pesi leggeri | Tracy Cameron Melanie Kok | 6'54"07  | 2        |                    |                    | 7'10"70    | 1          | 6'56"68 |              |
| 4 di coppia              | Anna-Marie de Zwager Krista Guloien Rachelle de Jong Janine Hanson                                                                                                 | 6'23"27  | 3        | 6'46"60            | 5                  |            |            | 6'28"78 | 2 (finale B) |
| Otto                     | Ashley Brzozowicz Jane Rumball Darcy Marquardt Buffy Williams Sarah Bonikowsky Romina Stefancic Andréanne Morin Heather Mandoli Lesley Thompson-Willie (timoniere) | 6'12"68  | 3        | 6'10"50            | 1                  |            |            | 6'08"04 | 4            |

## Ciclismo

### BMX
| Gara          | Atleta         | Qualificazione | Qualificazione | Quarti | Quarti | Semifinali | Semifinali | Finale       | Finale       |
| Gara          | Atleta         | Tempo          | Pos.           | Punti  | Pos.   | Punti      | Pos.       | Tempo        | Pos.         |
| ------------- | -------------- | -------------- | -------------- | ------ | ------ | ---------- | ---------- | ------------ | ------------ |
| BMX maschile  | Scott Erwood   | 37"050         | 26             | 19     | 8      |            |            |              |              |
| BMX femminile | Samantha Cools | 39"137         | 13             |        |        | 14         | 4          | squalificata | squalificata |

### Su pista
| Gara                    | Atleta                      | Punti | Pos. |
| ----------------------- | --------------------------- | ----- | ---- |
| Corsa a punti maschile  | Zachary Bell                | 27    | 7    |
| Madison maschile        | Zachary Bell Martin Gilbert | 5     | 12   |
| Corsa a punti femminile | Gina Grain                  | 6     | 9    |

### Su strada e Cross country
| Gara                     | Atleta               | Tempo        | Posizione    |
| ------------------------ | -------------------- | ------------ | ------------ |
| Corsa in linea maschile  | Michael Barry        | 6h 24'05"    | 9            |
| Corsa in linea maschile  | Ryder Hesjedal       | 6h 34'26"    | 56           |
| Corsa in linea maschile  | Svein Tuft           | 6h 34'26"    | 59           |
| Cronometro maschile      | Ryder Hesjedal       | 1h 05'42"33  | 16           |
| Cronometro maschile      | Svein Tuft           | 1h 04'39"44  | 7            |
| Corsa in linea femminile | Leigh Hobson         | 3h 32'52"    | 17           |
| Corsa in linea femminile | Erinne Willock       | 3h 33'23"    | 37           |
| Corsa in linea femminile | Alex Wrubleski       | 3h 39'36"    | 50           |
| Cronometro femminile     | Alex Wrubleski       | 39'15"42     | 24           |
| Cross country maschile   | Geoff Kabush         | 2h 03'55"    | 20           |
| Cross country maschile   | Seamus McGrath       | -3 giri      | 44           |
| Cross country femminile  | Catharine Pendrel    | 1h 46'37"    | 4            |
| Cross country femminile  | Marie-Hélène Prémont | non concluso | non concluso |

## Equitazione
| Gara        | Atleta                                                                     | Cavallo      | Dressage | Cross country | Salto | Salto di finale | Totale | Posizione |
| ----------- | -------------------------------------------------------------------------- | ------------ | -------- | ------------- | ----- | --------------- | ------ | --------- |
| Individuale | Kyle Carter                                                                | Madison Park | 63,50    | 18,40         | 14,00 |                 | 95,90  | 36        |
| Individuale | Sandra Donnelly                                                            | Buenos Aires | 60,20    | 24,00         | 8,00  |                 | 92,90  | 31        |
| Individuale | Selena O'Hanlon                                                            | Colombo      | 44,10    | 36,80         | 12,00 |                 | 132,90 | 46        |
| Individuale | Samantha Taylor                                                            | Livewire     | 70,70    | 69,60         | 8,00  |                 | 188,30 | 56        |
| Individuale | Michael Winter                                                             | King Pin     | 48,90    | 56,80         | 20,00 |                 | 145,70 | 52        |
| A squadre   | Kyle Carter Sandra Donnelly Selena O'Hanlon Samantha Taylor Michael Winter | v. sopra     | 153,20   | 133,80        | 34,00 |                 | 321,00 | 9         |

| Gara        | Atleta                                      | Cavallo    | Test   | Test | Special test | Special test | Freestyle | Freestyle | Totale | Totale |
| Gara        | Atleta                                      | Cavallo    | Punti  | Pos. | Punti        | Pos.         | Punti     | Pos.      | Punti  | Pos.   |
| ----------- | ------------------------------------------- | ---------- | ------ | ---- | ------------ | ------------ | --------- | --------- | ------ | ------ |
| Individuale | Jacqueline Brooks                           | Gran Gesto | 63,750 | 29   |              |              |           |           |        |        |
| Individuale | Ashley Holzer                               | Pop Art    | 67,042 | 19   | 68,760       | 15           | 71,450    | 12        | 70,105 | 14     |
| Individuale | Leslie Reid                                 | Orion      | 59,750 | 44   |              |              |           |           |        |        |
| A squadre   | Jacqueline Brooks Ashley Holzer Leslie Reid | v. sopra   |        |      |              |              |           |           | 63,514 | 9      |

| Gara        | Atleta                                          | Cavallo    | Qualificazioni | Qualificazioni | Qualificazioni | Qualificazioni | Qualificazioni | Qualificazioni | Finale  | Finale  | Finale       | Finale       | Finale       | Finale       | Spareggi | Spareggi |
| Gara        | Atleta                                          | Cavallo    | Turno 1        | Turno 1        | Turno 2        | Turno 2        | Turno 3        | Turno 3        | Turno A | Turno A | Turno B      | Turno B      | Totale       | Totale       | Spareggi | Spareggi |
| Gara        | Atleta                                          | Cavallo    | Pen.           | Pos.           | Pen.           | Pos.           | Pen.           | Pos.           | Pen.    | Pos.    | Pen.         | Pos.         | Pen.         | Pos.         | Pen.     | Pos.     |
| ----------- | ----------------------------------------------- | ---------- | -------------- | -------------- | -------------- | -------------- | -------------- | -------------- | ------- | ------- | ------------ | ------------ | ------------ | ------------ | -------- | -------- |
| Individuale | Mac Cone                                        | Ole        | 0              | 1              | 12             | 30             | abbandonato    | abbandonato    |         |         |              |              |              |              |          |          |
| Individuale | Jill Henselwood                                 | Special Ed | 1              | 14             | 18             | 44             | 0              | 26             | 4       | 11      | non concluso | non concluso | non concluso | non concluso |          |          |
| Individuale | Eric Lamaze                                     | Hickstead  | 0              | 1              | 0              | 1              | 4              | 2              | 0       | 1       | 0            | 1            | 0            | 1            | 0        |          |
| Individuale | Ian Millar                                      | In Style   | 4              | 30             | 4              | 16             | 0              | 8              | 8       | 23      |              |              |              |              |          |          |
| A squadre   | Mac Cone Jill Henselwood Eric Lamaze Ian Millar | v. sopra   |                |                |                |                | 1              | 2              | 16      | 4       | 4            | 1            | 20           | 1            | 4        |          |

## Ginnastica

### Ginnastica artistica
| Gara                     | Atleta                                                                            | Volteggio | Corpo libero | Cavallo con maniglie | Anelli | Parallele | Sbarra | Trave  | Totale  | Posizione | Finali            |
| ------------------------ | --------------------------------------------------------------------------------- | --------- | ------------ | -------------------- | ------ | --------- | ------ | ------ | ------- | --------- | ----------------- |
| Qualificazioni maschili  | Nathan Gafuik                                                                     | 16,175    | 15,225       | 13,800               | 14,250 | 15,450    | 14,825 |        | 89,725  | 20        | concorso completo |
| Qualificazioni maschili  | Grant Golding                                                                     | -         | 14,850       | 15,125               | 15,275 | 15,450    | -      |        | 59,700  | 65        | nessuna           |
| Qualificazioni maschili  | David Kikuchi                                                                     | 15,575    | -            | 14,175               | 15,200 | 15,150    | 14,200 |        | 74,300  | 54        | nessuna           |
| Qualificazioni maschili  | Brandon O'Neill                                                                   | 15,150    | 3,450        | 12,475               | -      | 14,900    | 0,000  |        | 45,975  | 74        | nessuna           |
| Qualificazioni maschili  | Kyle Shewfelt                                                                     | 16,350    | 15,525       | -                    | 13,925 | -         | 14,250 |        | 60,050  | 63        | nessuna           |
| Qualificazioni maschili  | Adam Wong                                                                         | 15,650    | 14,900       | 14,375               | 14,500 | 15,125    | 14,575 |        | 89,125  | 24        | concorso completo |
| Concorso a squadre       | Nathan Gafuik Grant Golding David Kikuchi Brandon O'Neill Kyle Shewfelt Adam Wong | 63,750    | 60,500       | 56,475               | 59,225 | 61,175    | 57,850 |        | 358,975 | 9         | non raggiunta     |
| Qualificazioni femminili | Nansy Damianova                                                                   | 14,700    | 14,100       |                      |        | 13,650    |        | 14,250 | 56,700  | 38        | nessuna           |
| Qualificazioni femminili | Elyse Hopfner-Hibbs                                                               | 14,675    | 13,875       |                      |        | 14,975    |        | 15,125 | 58,650  | 19        | concorso completo |

| Gara                           | Atleta              | Punteggio | Posizione |
| ------------------------------ | ------------------- | --------- | --------- |
| Concorso individuale maschile  | Nathan Gafuik       | 89,625    | 17        |
| Concorso individuale maschile  | Adam Wong           | 89,800    | 15        |
| Concorso individuale femminile | Elyse Hopfner-Hibbs | 58,375    | 16        |

### Ginnastica ritmica
| Atleta            | Qualificazioni | Qualificazioni | Qualificazioni | Qualificazioni | Qualificazioni | Qualificazioni | Finale | Finale  | Finale | Finale | Finale | Finale |
| Atleta            | Corda          | Cerchio        | Clavi          | Palla          | Totale         | Pos.           | Corda  | Cerchio | Clavi  | Palla  | Totale | Pos.   |
| ----------------- | -------------- | -------------- | -------------- | -------------- | -------------- | -------------- | ------ | ------- | ------ | ------ | ------ | ------ |
| Alexandra Orlando | 16,550         | 15,675         | 16,175         | 15,225         | 63,635         | 18             |        |         |        |        |        |        |

### Trampolino
| Gara                 | Atleta              | Qualificazioni | Qualificazioni | Finale | Finale |
| Gara                 | Atleta              | Punti          | Pos.           | Punti  | Pos.   |
| -------------------- | ------------------- | -------------- | -------------- | ------ | ------ |
| Trampolino maschile  | Jason Burnett       | 69,70          | 7              | 40,70  |        |
| Trampolino femminile | Karen Cockburn      | 66,00          | 3              | 37,00  |        |
| Trampolino femminile | Rosannagh MacLennan | 65,60          | 4              | 35,50  | 7      |

## Hockey su prato

### Torneo maschile
La nazionale canadese si è qualificata per i Giochi vincendo il torneo dei Giochi Panamericani del 2007.

#### Squadra
La squadra era formata da:
- Ranjeev Deol
- Wayne Fernandes
- Connor Grimes
- Ravi Kahlon
- Bindi Kullar
- Mike Mahood (portiere)
- Mark Pearson
- Ken Pereira
- Scott Sandison
- Marian Schole
- Peter Short
- Rob Short (capitano)
- Gabbar Singhh
- Scott Tupper
- Paul Wettlaufer
- Anthony Wright

#### Prima fase
| Data      | Ora locale | Partita       | Partita | Partita   |
| --------- | ---------- | ------------- | ------- | --------- |
| 11 agosto | 18.30      | Australia     | 6-1     | Canada    |
| 13 agosto | 18.00      | Canada        | 1-3     | Pakistan  |
| 15 agosto | 10.30      | Paesi Bassi   | 4-2     | Canada    |
| 17 agosto | 08.30      | Gran Bretagna | 1-1     | Canada    |
| 19 agosto | 18.00      | Canada        | 5-3     | Sudafrica |

| Squadra       | P.ti | G | V | P | S | GF | GS | DR  |
| ------------- | ---- | - | - | - | - | -- | -- | --- |
| Paesi Bassi   | 13   | 5 | 4 | 1 | 0 | 16 | 6  | +10 |
| Australia     | 11   | 5 | 3 | 2 | 0 | 24 | 7  | +17 |
| Gran Bretagna | 8    | 5 | 2 | 2 | 1 | 10 | 7  | +3  |
| Pakistan      | 6    | 5 | 2 | 0 | 3 | 11 | 13 | -2  |
| Canada        | 4    | 5 | 1 | 1 | 3 | 10 | 17 | −7  |
| Sudafrica     | 0    | 5 | 0 | 0 | 5 | 4  | 25 | −21 |

#### Seconda fase
Finale 9º-10º posto
| Arbitro: | David Leiper (GBR), Xavier Adell (ESP) |

|                                     |           |  |
| Dekeyser 1' Dohmen 22' Dekeyser 69' | Marcatori |  |

## Judo
| Gara            | Atleta            | Tabellone principale                     | Tabellone principale                  | Tabellone principale | Tabellone principale | Tabellone principale | Ripescaggi                               | Ripescaggi                                          | Ripescaggi                            | Ripescaggi |  |
| Gara            | Atleta            | Sedicesimi                               | Ottavi                                | Quarti               | Semifinali           | Finale               | 1º turno                                 | Quarti                                              | Semifinali                            | Finale     |  |
| --------------- | ----------------- | ---------------------------------------- | ------------------------------------- | -------------------- | -------------------- | -------------------- | ---------------------------------------- | --------------------------------------------------- | ------------------------------------- | ---------- |  |
| 60 kg maschile  | Frazer Will       | Rouben Houkes (Paesi Bassi) 0001-0011    |                                       |                      |                      |                      | Lavrentios Alexanidis (Grecia) 1001-0010 | Javier Antonio Guedez Sanchez (Venezuela) 1000-0000 | Rishod Sobirov (Uzbekistan) 0000-0011 |            |  |
| 66 kg maschile  | Sasha Mehmedovic  | Roberto Ibañez (Ecuador) 0011-0001       | Benjamin Darbelet (Francia) 0000-0001 |                      |                      |                      | Rachid Rguig (Marocco) 0201-0000         | Alim Gadanov (Russia) 0000-1000                     |                                       |            |  |
| 73 kg maschile  | Nicholas Tritton  | Joao Pina (Portogallo) 0000-0010         |                                       |                      |                      |                      |                                          |                                                     |                                       |            |  |
| 100 kg maschile | Keith Morgan      | Teofilo Diek (Rep. Dominicana) 1001-0000 | Daniel Brata (Romania) 0000-1000      |                      |                      |                      |                                          |                                                     |                                       |            |  |
| 78 kg femminile | Marylise Levesque | Stephanie Grant (Australia) 1000-0000    | Yang Xiuli (Cina) 0000-1000           |                      |                      |                      |                                          | Pürevjargalyn Lkhamdegd (Mongolia) 0110-0110        |                                       |            |  |

## Lotta
| Gara  | Atleta            | Tabellone principale                     | Tabellone principale           | Tabellone principale | Tabellone principale | Ripescaggi | Ripescaggi | Ripescaggi |  |
| Gara  | Atleta            | Ottavi                                   | Quarti                         | Semifinali           | Finale               | Quarti     | Semifinali | Finale     |  |
| ----- | ----------------- | ---------------------------------------- | ------------------------------ | -------------------- | -------------------- | ---------- | ---------- | ---------- |  |
| 60 kg | Saeed Azerbayjani | Martin Berberyan (Armenia) 1-0 3-0       | Morad Mohammadi (Iran) 0-1 0-1 |                      |                      |            |            |            |  |
| 66 kg | Haislan Garcia    | Mehdi Taghavi (Iran) 1-0 1-1 0-2         |                                |                      |                      |            |            |            |  |
| 74 kg | Matt Gentry       | Emzarios Bentinidis (Grecia) 1-0 0-2 0-2 |                                |                      |                      |            |            |            |  |
| 84 kg | Travis Cross      | Serhat Balcı (Turchia) 1-1 1-1           |                                |                      |                      |            |            |            |  |
| 96 kg | David Zilberman   | Kurban Kurbanov (Uzbekistan) 1-3 0-1     |                                |                      |                      |            |            |            |  |

| Gara  | Atleta            | Tabellone principale                  | Tabellone principale                  | Tabellone principale                  | Tabellone principale            | Ripescaggi | Ripescaggi                       | Ripescaggi                             |
| Gara  | Atleta            | Ottavi                                | Quarti                                | Semifinali                            | Finale                          | Quarti     | Semifinali                       | Finale                                 |
| ----- | ----------------- | ------------------------------------- | ------------------------------------- | ------------------------------------- | ------------------------------- | ---------- | -------------------------------- | -------------------------------------- |
| 48 kg | Carol Huynh       | Marija Stadnyk (Azerbaigian) 4-3 2-0  | Kim Hyung-Joo (Corea del Sud) 1-0 1-0 | Tatyana Bakatyuk (Kazakistan) 1-0 1-4 | Chiharu Ichō (Giappone) 1-0 1-4 |            |                                  |                                        |
| 55 kg | Tonya Verbeek     | Otgonjargal Naidan (Mongolia) 3-0 4-0 | Ludmila Cristea (Moldavia) 3-1 3-0    | Saori Yoshida (Giappone) 0-2 0-6      |                                 |            |                                  | Ida-Theres Nerell (Svezia) 1-0 1-0     |
| 63 kg | Martine Dugrenier | Marianna Sastin (Ungheria) 2-0 6-0    | Xu Haiyan (Cina) 2-1 1-3 1-0          | Kaori Ichō (Giappone) 0-1 1-0 1-1     |                                 |            |                                  | Randi Miller (Stati Uniti) 0-1 2-1 1-1 |
| 72 kg | Ohenewa Akuffo    | Stanka Zlateva (Bulgaria) 0-2 0-5     |                                       |                                       |                                 |            | Maider Unda (Spagna) 2-5 1-1 0-1 |                                        |

| Gara   | Atleta   | Tabellone principale | Tabellone principale                  | Tabellone principale | Tabellone principale | Tabellone principale | Ripescaggi | Ripescaggi | Ripescaggi | Ripescaggi |
| Gara   | Atleta   | Ottavi               | Quarti                                | Semifinali           | Finale               | Quarti               | Semifinali | Finale     |            |            |
| ------ | -------- | -------------------- | ------------------------------------- | -------------------- | -------------------- | -------------------- | ---------- | ---------- | ---------- | ---------- |
| 120 kg | Ari Taub |                      | Mihály Deák-Bárdos (Ungheria) 1-2 1-4 |                      |                      |                      |            |            |            |            |

## Nuoto
| Gara                           | Atleta                                                                 | Batterie | Batterie | Semifinali  | Semifinali  | Finale   | Finale |
| Gara                           | Atleta                                                                 | Tempo    | Pos.     | Tempo       | Pos.        | Tempo    | Pos.   |
| ------------------------------ | ---------------------------------------------------------------------- | -------- | -------- | ----------- | ----------- | -------- | ------ |
| 50 m stile libero              | Richard Hortness                                                       | 22"42    | 27       |             |             |          |        |
| 100 m stile libero             | Brent Hayden                                                           | 47"84    | 3        | 48"20       | 11          |          |        |
| 100 m stile libero             | Joel Greenshields                                                      | 49"04    | 23       |             |             |          |        |
| 200 m stile libero             | Brent Hayden                                                           | 1'46"40  | 3        | abbandonato | abbandonato |          |        |
| 200 m stile libero             | Colin Russell                                                          | 1'46"58  | 5        | 1'48"13     | 14          |          |        |
| 400 m stile libero             | Ryan Cochrane                                                          |          |          | 3'44"85     | 9           |          |        |
| 1500 m stile libero            | Ryan Cochrane                                                          |          |          | 14'40"84    | 2           | 14'42"69 |        |
| 100 m dorso                    | Jake Tapp                                                              | 55"34    | 31       |             |             |          |        |
| 200 m dorso                    | Keith Beavers                                                          | 1'58"84  | 15       | 1'58"50     | 12          |          |        |
| 200 m dorso                    | Tobias Oriwol                                                          | 1'58"84  | 16       | 1'59"50     | 15          |          |        |
| 100 m rana                     | Mathieu Bois                                                           | 1'01"45  | 28       |             |             |          |        |
| 100 m rana                     | Mike Brown                                                             | 1'00"98  | 20       |             |             |          |        |
| 200 m rana                     | Mathieu Bois                                                           | 2'12"87  | 29       |             |             |          |        |
| 200 m rana                     | Mike Brown                                                             | 2'09"84  | 5        | 2'08"84     | 2           | 2'09"03  | 4      |
| 100 m farfalla                 | Adam Sioui                                                             | 53"38    | 39       |             |             |          |        |
| 100 m farfalla                 | Joe Bartoch                                                            | 52"94    | 34       |             |             |          |        |
| 200 m farfalla                 | Adam Sioui                                                             | 1'57"45  | 25       |             |             |          |        |
| 200 m misti                    | Keith Beavers                                                          | 1'59"19  | 8        | 1'59"43     | 8           | 1'59"43  | 7      |
| 200 m misti                    | Brian Johns                                                            | 2'00"66  | 18       |             |             |          |        |
| 400 m misti                    | Keith Beavers                                                          |          |          | 4'12"75     | 9           |          |        |
| 400 m misti                    | Brian Johns                                                            |          |          | 4'11"41     | 7           | 4'13"38  | 7      |
| Staffetta 4x100 m stile libero | Brent Hayden Joel Greenshields Colin Russell Rick Say Richard Hortness |          |          | 3'13"68     | 7           | 3'12"26  | 6      |
| Staffetta 4x200 m stile libero | Brent Hayden Andrew Hurd Brian Johns Colin Russell Rick Say Adam Sioui |          |          | 7'08"04     | 5           | 7'05"77  | 5      |
| Staffetta 4x100 m misti        | Brent Hayden Jake Tapp Joe Bartoch Mike Brown                          |          |          | 3'35"56     | 10          |          |        |

| 50 m stile libero              | Victoria Poon                                                                         | 25"58               | 30          |         |    |         |   |  |  |
| 100 m stile libero             | Erica Morningstar                                                                     | 54"66               | 15          | 55"36   | 15 |         |   |  |  |
| 100 m stile libero             | Julia Wilkinson                                                                       | 54"70               | 16          |         |    |         |   |  |  |
| 200 m stile libero             | Geneviève Saumur                                                                      | 3'00"49 ? (2'00"49) | 25          |         |    |         |   |  |  |
| 200 m stile libero             | Stephanie Horner                                                                      | 1'58"35             | 17          |         |    |         |   |  |  |
| 400 m stile libero             | Stephanie Horner                                                                      |                     |             | 4'07"45 | 11 |         |   |  |  |
| 400 m stile libero             | Savannah King                                                                         |                     |             | 4'11"49 | 19 |         |   |  |  |
| 800 m stile libero             | Tanya Hunks                                                                           |                     |             | 8'38"05 | 23 |         |   |  |  |
| 100 m dorso                    | Julia Wilkinson                                                                       | 1'00"38             | 10          | 1'00"60 | 12 |         |   |  |  |
| 200 m dorso                    | Lindsay Seeman                                                                        | 2'15"07             | 30          |         |    |         |   |  |  |
| 200 m dorso                    | Julia Wilkinson                                                                       | abbandonato         | abbandonato |         |    |         |   |  |  |
| 100 m rana                     | Annamay Pierse                                                                        | 1'08"25             | 13          | 1'08"27 | 10 |         |   |  |  |
| 100 m rana                     | Jillian Tyler                                                                         | 1'08"13             | 10          | 1'09"00 | 13 |         |   |  |  |
| 200 m rana                     | Annamay Pierse                                                                        | 2'25"01             | 7           | 2'23"94 | 5  | 2'23"77 | 6 |  |  |
| 100 m farfalla                 | Audrey Lacroix                                                                        | 59"10               | 28          |         |    |         |   |  |  |
| 100 m farfalla                 | Stephanie Horner                                                                      | 2'10"33             | 20          |         |    |         |   |  |  |
| 200 m farfalla                 | Audrey Lacroix                                                                        | 2'08"54             | 12          | 2'09"74 | 13 |         |   |  |  |
| 200 m misti                    | Erica Morningstar                                                                     | 2'14"11             | 19          |         |    |         |   |  |  |
| 200 m misti                    | Julia Wilkinson                                                                       | 2'12"26             | 13          | 2'12"03 | 5  | 2'12"43 | 7 |  |  |
| 400 m misti                    | Tanya Hunks                                                                           |                     |             | 4'40"63 | 20 |         |   |  |  |
| 400 m misti                    | Alexa Komarnycky                                                                      |                     |             | 4'46"98 | 29 |         |   |  |  |
| Staffetta 4x100 m stile libero | Audrey Lacroix Erica Morningstar Geneviève Saumur Julia Wilkinson Jennifer Beckberger |                     |             | 3'38"82 | 7  | 3'38"82 | 8 |  |  |
| Staffetta 4x200 m stile libero | Stephanie Horner Erica Morningstar Geneviève Saumur Julia Wilkinson Kevyn Peterson    |                     |             | 7'56"26 | 10 |         |   |  |  |
| Staffetta 4x100 m misti        | Erica Morningstar Julia Wilkinson Audrey Lacroix Annamay Pierse                       |                     |             | 4'02"13 | 8  | 4'01"35 | 7 |  |  |

## Nuoto sincronizzato
| Gara    | Atlete | Technical Routine | Technical Routine | Free Routine (preliminari) | Free Routine (preliminari) | Free Routine (finale) | Free Routine (finale) | Punteggio totale | Posizione finale |
| Gara    | Atlete | Punteggio         | Pos.              | Punteggio                  | Pos.                       | Punteggio             | Pos.                  | Punteggio totale | Posizione finale |
| ------- | --- | ----------------- | ----------------- | -------------------------- | -------------------------- | --------------------- | --------------------- | ---------------- | ---------------- |
| Duo     | Marie-Pier Boudreau Gagnon Isabelle Rampling | 47,417            | 6                 | 47,333                     | 6                          | 47,667                | 6                     | 95,084           | 6                |
| Squadre | Marie-Pier Boudreau Gagnon Jessika Dubuc Marie-Pierre Gagne Dominika Kopcik Eve Lamoureux Tracy Little Elise Marcotte Isabelle Rampling Jennifer Song | 47,584            | 5                 |                            |                            | 48,084                | 4                     | 96,167           | 4                |

## Pallanuoto

### Torneo maschile
La nazionale canadese si è qualificata per i Giochi nell'ultimo torneo preolimpico.

#### Prima fase
| Data      | Ora locale | Partita   | Partita | Partita    |
| --------- | ---------- | --------- | ------- | ---------- |
| 10 agosto | 9.30       | Spagna    | 16-6    | Canada     |
| 12 agosto | 9.30       | Canada    | 0-12    | Montenegro |
| 14 agosto | 15.20      | Australia | 8-5     | Canada     |
| 16 agosto | 10.50      | Canada    | 7-13    | Grecia     |
| 18 agosto | 10.50      | Ungheria  | 12-3    | Canada     |

|  | Qualificate per le semifinali      |
|  | Qualificate per i quarti di finale |
|  | Gioca per il 7º-8º posto           |
|  | Gioca per il 9º-12º posto          |

| Pos. | Squadra    | Giocate | Vinte | Pareggiate | Perse | Gol fatti | Gol subiti | Diff. Reti | Punti |
| ---- | ---------- | ------- | ----- | ---------- | ----- | --------- | ---------- | ---------- | ----- |
| 1    | Ungheria   | 5       | 4     | 1          | 0     | 60        | 36         | +24        | 9     |
| 2    | Spagna     | 5       | 4     | 0          | 1     | 52        | 34         | +18        | 8     |
| 3    | Montenegro | 5       | 2     | 2          | 1     | 43        | 33         | +10        | 6     |
| 4    | Australia  | 5       | 2     | 1          | 2     | 45        | 40         | +5         | 5     |
| 5    | Grecia     | 5       | 1     | 0          | 4     | 39        | 56         | -17        | 2     |
| 6    | Canada     | 5       | 0     | 0          | 5     | 21        | 61         | -40        | 0     |

#### Seconda fase
| Data                          | Ora locale                    | Partita                       | Partita                       | Partita                       |
| Quarti di finale 7º-12º posto | Quarti di finale 7º-12º posto | Quarti di finale 7º-12º posto | Quarti di finale 7º-12º posto | Quarti di finale 7º-12º posto |
| ----------------------------- | ----------------------------- | ----------------------------- | ----------------------------- | ----------------------------- |
| 20.08.08                      | 9.30                          | Canada                        | 11-13                         | Italia                        |
| Finale 11º-12º posto          |                               |                               |                               |                               |
| 22 agosto                     | 9.30                          | Canada                        | 8-7                           | Cina                          |

## Pentathlon moderno
| Gara      | Atleta         | Tiro  | Tiro  | Scherma  | Scherma | Nuoto   | Nuoto | Equitazione | Equitazione | Corsa    | Corsa | Punteggio totale | Posizione |
| Gara      | Atleta         | Punti | Punt. | Vittorie | Punt.   | Tempo   | Punt. | Punti       | Punt.       | Tempo    | Punt. | Punteggio totale | Posizione |
| --------- | -------------- | ----- | ----- | -------- | ------- | ------- | ----- | ----------- | ----------- | -------- | ----- | ---------------- | --------- |
| Maschile  | Josh Riker-Fox | 171   | 988   | 15       | 760     | 2'11"54 | 1224  | 80"36       | 1092        | 9'33"46  | 1108  | 5172             | 24        |
| Femminile | Kara Grant     | 178   | 1072  | 15       | 760     | 2'45"26 | 940   | 67"88       | 1060        | 10'44"45 | 1144  | 4976             | 31        |
| Femminile | Monica Pinette | 187   | 1180  | 11       | 664     | 2'29"95 | 1124  | 67"88       | 1144        | 11'00"45 | 1080  | 5192             | 27        |

## Pugilato
| Gara        | Atleta       | Sedicesimi                           | Ottavi | Quarti | Semifinali | Finale |
| ----------- | ------------ | ------------------------------------ | ------ | ------ | ---------- | ------ |
| Pesi welter | Adam Trupish | Bakhyt Sarsekbayev (Kazakistan) 1-20 |        |        |            |        |

## Scherma
| Gara                 | Atleta           | Preliminari               | Turno 1                         | Sedicesimi                     | Ottavi | Quarti | Semifinali | Finale |
| -------------------- | ---------------- | ------------------------- | ------------------------------- | ------------------------------ | ------ | ------ | ---------- | ------ |
| Fioretto individuale | Josh McGuire     | bye                       | Tomer Or (Israele) 11-10        | Salvatore Sanzo (Italia) 3-15  |        |        |            |        |
| Sciabola individuale | Philippe Beaudry | Gamal Fathy (Egitto) 15-8 | Aldo Montano (Italia) 4-15      |                                |        |        |            |        |
| Spada individuale    | Igor Tikhomirov  | bye                       | Maksym Khvorost (Ucraina) 15-11 | Fabrice Jeannet (Francia) 7-15 |        |        |            |        |

| Gara                 | Atleta                                           | Preliminari                       | Turno 1                           | Sedicesimi                            | Ottavi | Quarti        | Semifinali | Finale |
| -------------------- | ------------------------------------------------ | --------------------------------- | --------------------------------- | ------------------------------------- | ------ | ------------- | ---------- | ------ |
| Fioretto individuale | Jujie Luan                                       | Inès Boubakri (Tunisia) 13-9      | Aida Mohamed (Ungheria) 7-15      |                                       |        |               |            |        |
| Sciabola individuale | Julie Cloutier                                   | Alexandra Bujdoso (Germania) 2-15 |                                   |                                       |        |               |            |        |
| Sciabola individuale | Olga Ovtchinnikova                               | bye                               | Lee Shin-Mi (Corea del Sud) 15-13 | Azza Besbes (Tunisia) 12-15           |        |               |            |        |
| Sciabola individuale | Sandra Sassine                                   | bye                               | Elvira Wood (Sudafrica) 15-2      | Mariel Zagunis (Stati Uniti) 10-15    |        |               |            |        |
| Spada individuale    | Sherraine Schalm                                 |                                   | bye                               | Idliko Mincza-Nebald (Ungheria) 13-15 |        |               |            |        |
| Sciabola a squadre   | Julie Cloutier Olga Ovtchinnikova Sandra Sassine |                                   |                                   |                                       |        | Francia 22-45 |            |        |

## Softball
La nazionale canadese si è qualificata per i Giochi grazie al quarto posto nel campionato mondiale 2006.

### Squadra
La squadra era formata da:
- Lauren Bay
- Alison Bradley
- Erin Cumpstone
- Danielle Lawrie
- Sheena Lawrick
- Caitlin Lever
- Robin Mackin
- Noemie Marin
- Melanie Matthews
- Erin McLean
- Dione Meier
- Kaleigh Rafter
- Jennifer Salling
- Megan Timpf
- Jennifer Yee

#### Prima fase
| Data      | Ora locale | Partita       | Partita        | Partita     |
| --------- | ---------- | ------------- | -------------- | ----------- |
| 12 agosto | 09.30      | Taipei cinese | 1-6            | Canada      |
| 13 agosto | 19.30      | Paesi Bassi   | 2-9 (6 inning) | Canada      |
| 15 agosto | 12.00      | Canada        | 1-8            | Stati Uniti |
| 15 agosto | 09.30      | Cina          | 0-1            | Canada      |
| 16 agosto | 19.30      | Canada        | 0-2            | Venezuela   |
| 17 agosto | 17.00      | Canada        | 0-4            | Australia   |

|  | Qualificate alle semifinali |
|  | Eliminate                   |

| Squadra       | Gioc | Vinte | Perse | Pt.fat | Pt.sub | Perc  |
| ------------- | ---- | ----- | ----- | ------ | ------ | ----- |
| Stati Uniti   | 7    | 7     | 0     | 53     | 1      | 1.000 |
| Giappone      | 7    | 6     | 1     | 23     | 13     | .857  |
| Australia     | 7    | 5     | 2     | 30     | 11     | .714  |
| Canada        | 7    | 3     | 4     | 17     | 23     | .429  |
| Cina          | 7    | 2     | 5     | 19     | 21     | .286  |
| Taipei cinese | 7    | 2     | 5     | 10     | 23     | .286  |
| Venezuela     | 7    | 2     | 5     | 15     | 35     | .286  |
| Paesi Bassi   | 7    | 1     | 6     | 8      | 48     | .143  |

#### Seconda fase
Semifinale
| Pechino 20 agosto 2008, ore 12.00 | Canada | 3 – 5 referto | Australia | Fengtai Softball Field |

## Sollevamento pesi
| Gara            | Atleta                 | Strappo | Strappo | Slancio | Slancio | Totale | Posizione |
| Gara            | Atleta                 | Ris.    | Pos.    | Ris.    | Pos.    | Totale | Posizione |
| --------------- | ---------------------- | ------- | ------- | ------- | ------- | ------ | --------- |
| 62 kg maschile  | Jasvir Singh           | 115     | 16      | 151     | 12      | 266    | 12        |
| 69 kg maschile  | Francis Luna-Grenier   | 131     | 21      | 162     | 17      | 293    | 17        |
| 48 kg femminile | Marilou Dozois-Prevost | 76      | 10      | 90      | 10      | 166    | 10        |
| 63 kg femminile | Christine Girard       | 102     | 6       | 126     | 5       | 228    | 4         |
| 75 kg femminile | Jeane Lassen           | 105     | 10      | 135     | 5       | 240    | 8         |

## Taekwondo
| Gara   | Atleta            | Tabellone principale         | Tabellone principale             | Tabellone principale             | Tabellone principale                | Ripescaggi | Ripescaggi |
| Gara   | Atleta            | Ottavi                       | Quarti                           | Semifinali                       | Finale                              | Semifinali | Finale     |
| ------ | ----------------- | ---------------------------- | -------------------------------- | -------------------------------- | ----------------------------------- | ---------- | ---------- |
| 80 kg  | Sebastien Michaud | Ángel Román (Porto Rico) 2-1 | Rashad Ahmadov (Azerbaigian) 0-0 |                                  |                                     |            |            |
| 49 kg  | Ivett Gonda       | Hanna Zajc (Svezia) 0-2      |                                  |                                  |                                     |            |            |
| +67 kg | Karine Sergerie   | Tina Morgan (Australia) 0-0  | Vanina Sanchez (Argentina) 3-0   | Asunción Ocasio (Porto Rico) 2-0 | Hwang Kyung-Sun (Corea del Sud) 1-2 |            |            |

## Tennis
| Gara               | Atleta                          | Trentaduesimi                            | Sedicesimi                                           | Ottavi | Quarti | Semifinali | Finale |
| ------------------ | ------------------------------- | ---------------------------------------- | ---------------------------------------------------- | ------ | ------ | ---------- | ------ |
| Singolare maschile | Frank Dancevic                  | Stan Wawrinka (Svizzera) 4-6 6-3 6-2     |                                                      |        |        |            |        |
| Singolare maschile | Frédéric Niemeyer               | Guillermo Cañas (Argentina) 3-6 4-2 rit. |                                                      |        |        |            |        |
| Doppio maschile    | Daniel Nestor Frédéric Niemeyer |                                          | Andy Murray Jamie Murray (Gran Bretagna) 4-6 6-3 6-4 |        |        |            |        |

## Tennis tavolo
| Gara              | Atleta               | Turno 1                                                                   | Turno 2                                                             | Turno 3 | Turno 4 | Quarti | Semifinali | Finale |
| ----------------- | -------------------- | ------------------------------------------------------------------------- | ------------------------------------------------------------------- | ------- | ------- | ------ | ---------- | ------ |
| Singolo maschile  | Pradeeban Peter-Paul | Gustavo Tsuboi (Brasile) 3-4 (7-11, 6-11, 12-10, 7-11, 11-7, 11-9, 10-12) |                                                                     |         |         |        |            |        |
| Singolo maschile  | Peng Zhang           | Dexter St Louis (Trinidad e Tobago) 4-0 (11-6, 11-7, 12-10, 11-4)         | Kishikawa Seiya (Giappone) 2-4 (9-11, 11-9, 6-11, 11-8, 5-11, 9-11) |         |         |        |            |        |
| Singolo femminile | Judy Long            | Fabiola Ramos (Venezuela) 1-4 (11-5, 14-16, 11-8, 11-7, 11-9)             |                                                                     |         |         |        |            |        |
| Singolo femminile | Mo Zhang             | Paula Medina (Colombia) 4-0 (11-5, 11-5, 12-10, 11-8)                     | Tatyana Kostromina (Bielorussia) 0-4 (2-11, 7-11, 10-12, 1-11)      |         |         |        |            |        |

### Gara a squadre maschile
La squadra brasiliana era formata da Pradeeban Peter-Paul, Qiang Shen e Zhang Peng.

#### Prima fase
| 13 agosto 2008 | Singapore | 3 – 0 | Canada |  |

| 14 agosto 2008 | Germania | 3 – 0 | Canada |  |

| 14 agosto 2008 | Croazia | 3 – 0 | Canada |  |

| Squadra   | P.ti | G | V | P | GV | GP |
| --------- | ---- | - | - | - | -- | -- |
| Germania  | 6    | 3 | 3 | 0 | 9  | 1  |
| Croazia   | 5    | 3 | 2 | 1 | 6  | 4  |
| Singapore | 4    | 3 | 1 | 2 | 5  | 6  |
| Canada    | 3    | 3 | 0 | 3 | 0  | 9  |

## Tiro
| Gara                      | Atleta                | Qualificazioni | Qualificazioni | Finale    | Finale       | Finale |
| Gara                      | Atleta                | Punteggio      | Pos.           | Punteggio | Punt. totale | Pos.   |
| ------------------------- | --------------------- | -------------- | -------------- | --------- | ------------ | ------ |
| Carabina 50 metri a terra | Johannes Sauer        | 587            | 44             |           |              |        |
| Trap                      | Giuseppe di Salvatore | 112            | 26             |           |              |        |
| Double trap               | Giuseppe di Salvatore | 109            | 19             |           |              |        |

| Gara                            | Atleta         | Qualificazioni | Qualificazioni | Finale    | Finale       | Finale |
| Gara                            | Atleta         | Punteggio      | Pos.           | Punteggio | Punt. totale | Pos.   |
| ------------------------------- | -------------- | -------------- | -------------- | --------- | ------------ | ------ |
| Pistola 10 metri aria compressa | Avianna Chao   | 370            | 39             |           |              |        |
| Pistola 25 metri                | Avianna Chao   | 558            | 41             |           |              |        |
| Trap                            | Susan Nattrass | 63             | 11             |           |              |        |

## Tiro con l'arco
| Gara                  | Atleta                                    | Turno di qualificazione | Turno di qualificazione | Turno 1                                       | Turno 2                             | Ottavi                        | Quarti | Semifinali | Finale |
| Gara                  | Atleta                                    | Punteggio               | Pos.                    | Turno 1                                       | Turno 2                             | Ottavi                        | Quarti | Semifinali | Finale |
| --------------------- | ----------------------------------------- | ----------------------- | ----------------------- | --------------------------------------------- | ----------------------------------- | ----------------------------- | ------ | ---------- | ------ |
| Individuale maschile  | John-David Burnes                         | 644                     | 50                      | Brady Ellison (Stati Uniti) 89-111            |                                     |                               |        |            |        |
| Individuale maschile  | Crispin Duenas                            | 664                     | 16                      | Magnus Petersson (Svezia) 108 (+18)-108 (+19) |                                     |                               |        |            |        |
| Individuale maschile  | Jay Lyon                                  | 646                     | 47                      | Xue Hai Feng (Cina) 111-106                   | Brady Ellison (Stati Uniti) 113-107 | Bair Badënov (Russia) 110-115 |        |            |        |
| Squadre maschile      | John-David Burnes Crispin Duenas Jay Lyon | 1954                    | 11                      |                                               |                                     | Italia 217-219                |        |            |        |
| Individuale femminile | Marie-Pier Beaudet                        | 628                     | 34                      | Dola Banerjee (India) 109 (+5)-109 (+4)       | Yun Ok-Hee (Corea del Sud) 107-114  |                               |        |            |        |

## Triathlon
| Gara           | Atleta          | Nuoto  | Ciclismo     | Corsa        | Tempo totale | Posizione    |
| -------------- | --------------- | ------ | ------------ | ------------ | ------------ | ------------ |
| Gara maschile  | Colin Jenkins   | 18'12" | 58'59"       | 38'39"       | 1h 56'50"85  | 50           |
| Gara maschile  | Paul Tichelaar  | 18'24" | 58'51"       | 33'34"       | 1h 51'46"81  | 28           |
| Gara maschile  | Simon Whitfield | 18'18" | 58'56"       | 30'48"       | 1h 48'58"47  |              |
| Gara femminile | Lauren Groves   | 20'05" | non concluso | non concluso | non concluso | non concluso |
| Gara femminile | Carolyn Murray  | 20'55" | 1h 05'28"    | 37'31"       | 2h 04'56"32  | 29           |
| Gara femminile | Kathy Tremblay  | 19'52" | 1h 04'24"    | 40'04"       | 2h 05'23"49  | 31           |

## Tuffi
| Gara                      | Atleta                            | Preliminari | Preliminari | Semifinale | Semifinale | Finale | Finale |
| Gara                      | Atleta                            | Punti       | Pos.        | Punti      | Pos.       | Punti  | Pos.   |
| ------------------------- | --------------------------------- | ----------- | ----------- | ---------- | ---------- | ------ | ------ |
| Trampolino 3 metri        | Alexandre Despatie                | 453,60      | 9           | 518,75     | 2          | 536,65 |        |
| Trampolino 3 metri        | Reuben Ross                       | 446,15      | 13          | 395,85     | 18         |        |        |
| Piattaforma 10 metri      | Reuben Ross                       | 425,60      | 15          | 390,75     | 17         |        |        |
| Piattaforma 10 metri      | Riley McCormick                   | 425,95      | 14          | 391,35     | 16         |        |        |
| Trampolino 3 metri sincro | Alexandre Despatie Arturo Miranda |             |             |            |            | 409,29 | 5      |

| Gara                        | Atleta                           | Preliminari | Preliminari | Semifinale | Semifinale | Finale | Finale |
| Gara                        | Atleta                           | Punti       | Pos.        | Punti      | Pos.       | Punti  | Pos.   |
| --------------------------- | -------------------------------- | ----------- | ----------- | ---------- | ---------- | ------ | ------ |
| Trampolino 3 metri          | Jennifer Abel                    | 300,75      | 10          | 196,10     | 13         |        |        |
| Trampolino 3 metri          | Blythe Hartley                   | 350,60      | 3           | 324,60     | 10         | 374,60 | 4      |
| Piattaforma 10 metri        | Émilie Heymans                   | 403,85      | 3           | 374,10     | 4          | 437,05 |        |
| Piattaforma 10 metri        | Marie-Ève Marleau                | 296,50      | 17          | 335,25     | 7          | 332,10 | 7      |
| Piattaforma 10 metri sincro | Meaghan Benfeito Roseline Filion |             |             |            |            | 305,91 | 7      |

## Vela
| Gara                   | Atleta                                        | Regata | Regata | Regata | Regata | Regata | Regata | Regata | Regata | Regata     | Regata     | Regata | Regata | Regata     | Regata     | Regata     | Regata | Punteggio | Pos. |
| Gara                   | Atleta                                        | 1      | 2      | 3      | 4      | 5      | 6      | 7      | 8      | 9          | 10         | 11     | 12     | 13         | 14         | 15         | M      | Punteggio | Pos. |
| ---------------------- | --------------------------------------------- | ------ | ------ | ------ | ------ | ------ | ------ | ------ | ------ | ---------- | ---------- | ------ | ------ | ---------- | ---------- | ---------- | ------ | --------- | ---- |
| Windsurf maschile      | Zac Plavsic                                   | 23     | 25     | 22     | 21     | 30     | 12     | 26     | 12     | 29         | 11         |        |        |            |            |            |        | 211       | 23   |
| Windsurf femminile     | Nikola Girke                                  | 11     | 14     | 13     | 14     | 12     | 15     | 13     | 28     | 18         | 15         |        |        |            |            |            |        | 153       | 17   |
| Laser maschile         | Mike Leigh                                    | 13     | 23     | 26     | 5      | 4      | 3      | 28     | 2      | 19         | cancellata |        |        |            |            |            | 14     | 137       | 9    |
| Laser Radial femminile | Lisa Ross                                     | 16     | 23     | 13     | 11     | 7      | 9      | 29 OCS | 25     | 7          | cancellata |        |        |            |            |            |        | 140       | 17   |
| 470 maschile           | Oliver Bone Stephane Locas                    | 25     | 26     | 30 OCS | 20     | 23     | 22     | 30 OCS | 18     | 26         | 16         |        |        |            |            |            |        | 235       | 29   |
| Yngling                | Katie Abbott Martha Henderson Jennifer Provan | 5      | 4      | 10     | 15     | 9      | 12     | 11     | 15     | cancellate | cancellate |        |        |            |            |            |        | 81        | 13   |
| Finn                   | Chris Cook                                    | 8      | 3      | 7      | 10     | 23     | 5      | 15     | 3      | cancellate | cancellate |        |        |            |            |            | 16     | 90        | 5    |
| 49er                   | Gordon Cook Ben Remocker                      | 13     | 12     | 13     | 10     | 7      | 6      | 16     | 16     | 10         | 18         | 15     | 16     | cancellate | cancellate | cancellate |        | 152       | 14   |
| Tornado                | Oskar Johansson Kevin Stittle                 | 8      | 3      | 9      | 9      | 1      | 15     | 11     | 12     | 2          | 2          |        |        |            |            |            | 4      | 76        | 4    |